# Liste des ordres, décorations et médailles de la Corée du Sud
Le système de distinctions honorifiques de la Corée du Sud comprend des ordres du mérite, des médailles d'honneur et des distinctions décernées par le gouvernement de la Corée du Sud à ses citoyens et étrangers.

## Ordres et médailles
Les ordres du Mérite (en coréen : 훈장) et les médailles d'honneur (en coréen : 포장) sont décernés par le président de la Corée du Sud aux personnes qui ont « rendu des services distingués » au pays. La première distinction, le grand ordre de Mugunghwa, a été créée en 1949,.

### Ordres du Mérite
- Grand ordre de Mugunghwa
- Ordre du Mérite de la Fondation nationale
- Ordre du Mérite civil (Corée su Sud) (en)
- Ordre du Mérite Militaire (Corée su Sud) (en)
- Ordre du Mérite du Service (en)
- Ordre du Mérite de la Sécurité Nationale (Corée su Sud) (en)
- Ordre du Mérite du Service Diplomatique (en)
- Ordre du Mérite du Service Industriel (en)
- Ordre du Mérite du Service de Saemaeul (en)
- Ordre du Mérite Culturel (Corée du Sud) (en)
- Ordre du Mérite Sportif (Corée du Sud) (en)
- Ordre du Mérite de la Science et de la Technologie (en)

### Médailles d'honneur et médailles présidentielles
- Médaille de la Fondation nationale
- Médaille du Mérite civil
- Médaille du Mérite militaire
- Médaille du Mérite pour Service rendu
- Médaille de la Sécurité nationale
- Médaille des Forces de Réserve (en)
- Médaille du Service diplomatique
- Médaille du Service industriel
- Médaille du Service de Sarmaeul
- Médaille du Mérite culturel
- Médaille du Mérite sportif
- Médaille de la Science et de la Technologie
- Médaille du Talent de Corée (en)

## Mentions élogieuses
Les mentions élogieuses (en coréen : 표창) sont accordées à des personnes par le président de la Corée du Sud, le Premier ministre de la Corée du Sud, ou divers ministères du gouvernement en reconnaissance d'actes de service public ou d'excellence dans certains domaines,.

### Mention élogieuse présidentielle
- Mention élogieuse présidentielle (Corée du Sud) (en)
- Citation de l'unité présidentielle de la république de Corée

### Médaille du Premier ministre et Médaille Ministérielle

#### par le Premier ministre et les organisations de même niveau
- Mention élogieuse du Premier ministre (Corée du Sud) (en)
- Médaille du Fonctionnaire Exemplaire (en)
- Mention élogieuse du président de la Commission électorale nationale (Corée du Sud) (en)

#### Mention élogieuse ministérielle
- Mentions élogieuse ministérielle
- Médailles ministérielles

##### par le ministre de la Défense Nationale
- Médaille de Service de la Guerre de Corée
- Médaille pour Participation à la Guerre du Vietnam (en)
- Médaille de Participation à la Guerre du Golfe (en)
- Médaille pour 10 Ans de Bons et Loyaux Services (en)
- Médaille pour 20 Ans de Bons et Loyaux Services (en)
- Médaille pour 30 Ans de Bons et Loyaux Services (en)
- Médaille de la Guérilla (en)
- Médaille du Maintien de la Paix Outre-mer (en)
- Médaille du 10e anniversaire de l'Armée de la république de Corée (en)
- Médaille du 20e anniversaire de l'Armée de la république de Corée (en)
- Médaille du 30e anniversaire de l'Armée de la république de Corée (en)
- Médaille du 40e anniversaire de l'Armée de la république de Corée (en)

##### par le commissaire général de l'Agence de la Police nationale
- Médaille des 20 Ans de Service de la Police (en)

## Titres
- Nouveau Travailleur du Savoir de Corée (en)
- Nouveau Fermier du Savoir de Corée (en)
- Main de Maître Coréen (en)